# Oege Feitsma
Oege Feitsma (Hardegarijp, 22 december 1935) is een Nederlands politicus van de PvdA.
Na de hbs in Leeuwarden heeft hij MO-B Geschiedenis gehaald. Van 1959 tot 1969 was hij leraar geschiedenis aan de rijks-hbs in Den Burg (Texel). Vervolgens was hij tot 1978 leraar geschiedenis bij de Gemeentelijke Scholengemeenschap Doetinchem. Daarnaast was Feitsma vanaf 1974 lid van de Provinciale Staten van Gelderland en vanaf 1978 was hij daar 12 jaar gedeputeerde. In oktober 1990 volgde zijn benoeming tot burgemeester van Maarssen. Na een roerige periode in het college van B&W ging hij in april 1998 vervroegd met pensioen. In september 2002 stelde hij zich kandidaat als PvdA-lijsttrekker voor de Eerste-Kamerverkiezingen maar uiteindelijk zou Johan Stekelenburg gekozen worden. Bij de gemeenteraadsverkiezingen van 2014 stond hij in Rheden als een van de onderste op de PvdA-kandidatenlijst en werd hij niet verkozen.